# Bellegarde-en-Forez
Bellegarde-en-Forez – miejscowość i gmina we Francji, w regionie Owernia-Rodan-Alpy, w departamencie Loara.
Według danych na rok 1990 gminę zamieszkiwały 1 283 osoby, a gęstość zaludnienia wynosiła 68 osób/km² (wśród 2880 gmin regionu Rodan-Alpy Bellegarde-en-Forez plasuje się na 650. miejscu pod względem liczby ludności, natomiast pod względem powierzchni na miejscu 554.).